# Partido Independente do Minnesota
O Partido Independente do Minnesota (muitas vezes abreviado como MNIP, IP ou IPM), é o partido mais antigo reformista de Minnesota, é o terceiro maior partido político do estado, perde apenas para o Minnesota Democratic–Farmer–Labor Party (DFL) e para o Partido Republicano do Minnesota (GOP). É o partido político do ex-governador de Minnesota, Jesse Ventura que governou o estado entre 1999 a 2003, e aprovada do ex-representante Tim Penny. Originalmente era uma filial do Partido Reformista, o partido tem sido a filial do estado do Partido Independente da América desde 26 de janeiro de 2008.